# Manuel Lobo
Manuel Lobo Vidal (kat.  Manuel Lobo i Vidal; ur. 11 maja 1904 w Barcelonie, zm. 17 lutego 1983 tamże) – hiszpański hokeista na trawie, uczestnik Letnich Igrzysk Olimpijskich 1928.
Lobo dostał powołanie na letnie igrzyska olimpijskie w Amsterdamie w 1928 roku. Wystąpił tam w trzech spotkaniach fazy grupowej. 19 maja Hiszpanie przegrali 1–2 z Francuzami, a cztery dni później zremisowali 1–1 z Holendrami. Hiszpanie przegrali także mecz inauguracyjny z Niemcami (1–5), tym samym zajmując ostatnie miejsce w fazie grupowej. Lobo, grający na tym turnieju w linii ofensywnej, nie zdobył żadnego gola.